# Pantelleria
Pour l'île, voir Pantelleria (île).
Pantelleria est une commune italienne de la province de Trapani en Sicile. Le territoire de la commune se trouve sur l'île de Pantelleria.

## Géographie

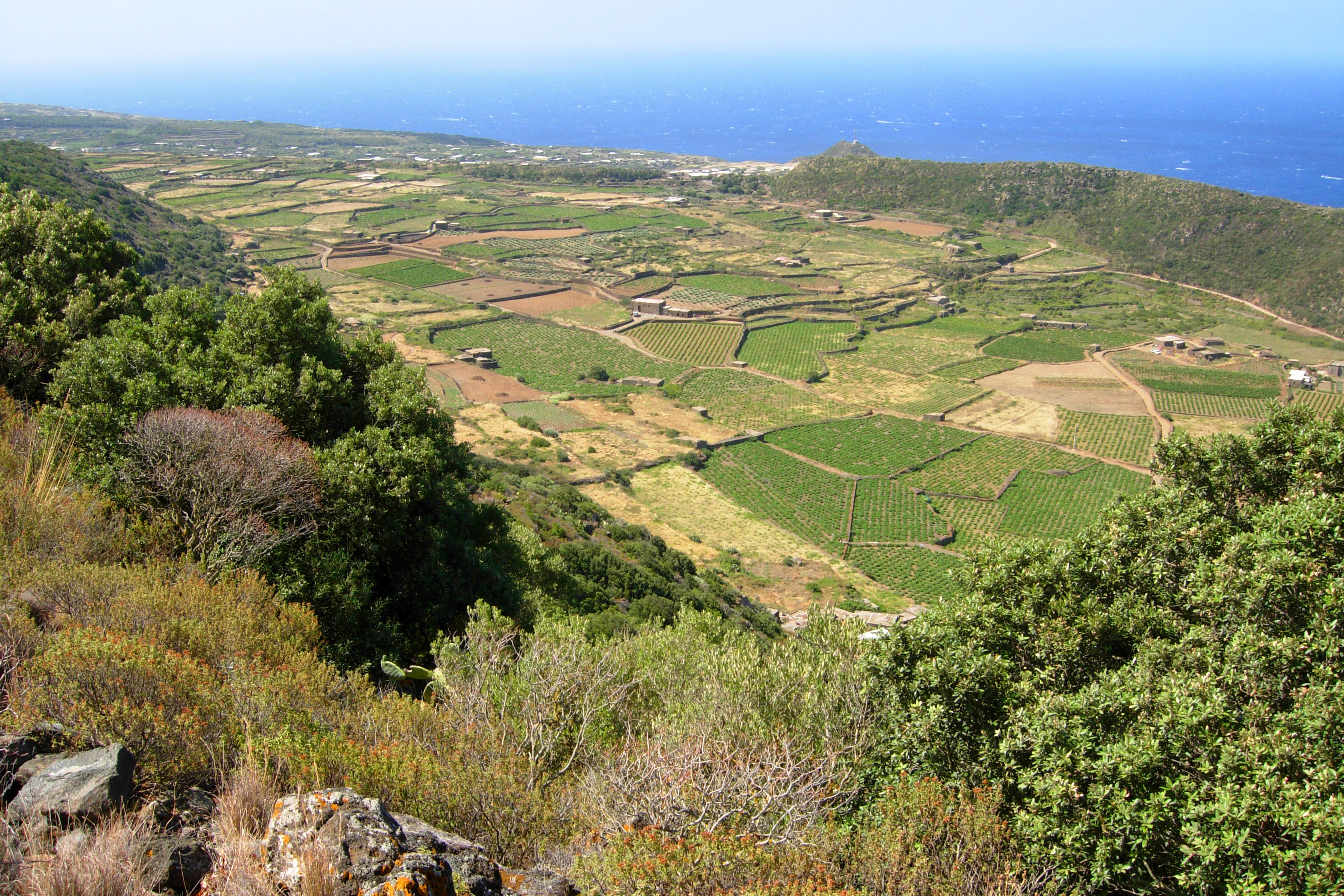
Paysage typique de Pantelleria.

Avec ses 836 m de hauteur, Montagna grande est le point culminant de l'île.

## Histoire
Dans l’Antiquité, pour les Grecs, l’île, pourvue d’eau et donc précieuse escale, est la « toute fin des errances ». Sur la côte ouest, autour du hameau de Murcia, on voit les restes d’un ancien rempart, datant du bronze ancien (1800-1500 avant notre ère). La céramique ancienne vient de Grèce, d’Égypte, de Palestine, du Liban, d’Ougarit (Syrie).
Vers 95 après Jésus Christ, Flavia Domitilla (Sainte Domitille) y fut exilée par l'empereur Domitien qui persécutait les chrétiens.
En 700, après un millénaire d’alternance entre les pirates et l’administration maritime romano-byzantine, l’île est conquise par les Arabes : pour eux elle est Bent al Riaḥ, en arabe : بنت الرياح : « la fille des vents ». Les paysans et bergers de cette période ont laissé des murets coupe-vent entre les parcelles et des abris circulaires en pierres, les dammusi.
Pendant la Seconde Guerre mondiale, la prise de Pantelleria par les Alliés fut baptisée : opération Corkscrew et joua un rôle prépondérant dans l’opération Husky.

## Économie
L'économie de Pantelleria est en partie liée au négoce du vin local, le moscato passito di Pantelleria à base de zibibbo, bénéficiant d'une appellation protégée DOC et pour lequel la taille traditionnelle de la vigne en gobelet (vite ad alberello) est inscrite au patrimoine culturel immatériel de l'humanité depuis 2014. Carole Bouquet y produit depuis 2005 le passito Sangue d'Oro sur un domaine de 15 ha.
Pantelleria produit également des câpres, des olives, des lentilles et du poisson ; les premières sont exportées.
L'île possède un aérodrome, dans le nord-ouest de son territoire. 

## Culture
Pantelleria comporte trois musées :
- Archéologique, au château Barbacane :
- Maritime Sebastiano Tusa[3] ;
- Volcanologique Punta Spadillo[4].

## Administration
| Période                                  | Période  | Identité           | Étiquette | Qualité |
| ---------------------------------------- | -------- | ------------------ | --------- | ------- |
| 17 mai 2005                              | En cours | Salvatore Gabriele |           |         |
| Les données manquantes sont à compléter. |          |                    |           |         |

### Hameaux
Campobello, Caddiuggia, Madonna delle Grazie, Buccaram di Sopra, San Vito, Cufurá, San Michele, Bugeber, Camma, Camma di Fuori, Sopra Gadir, Gadir, Contrada Venedise, Sciuvechi, Scauri Basso, Martingana, Tracino, Siba-Roncone, Villaggio Tre Penne, Santa Chiara, Campobello, Balate, Garitte et Caruscia.

### Évolution démographique
Habitants recensés

## Personnalités
L'actrice Carole Bouquet possède une propriété sur l'île, où elle a développé l'exploitation de la vigne, produisant un vin blanc doux reconnu, le Sangue d’Oro. Gérard Depardieu qui fut une dizaine d'années son compagnon séjourna sur l'île. 

## Sources
1. ↑  (it) Popolazione residente e bilancio demografico sur le site de l'ISTAT.
2. ↑  Florence Evin, « Le sang d’or de Carole Bouquet sur la terre noire de Pantelleria », Le Monde,‎ 12 août 2016 (lire en ligne).
3. ↑  Sicilia oggi notizie
4. ↑  www.pantelleria.sicilia.it
5. ↑  https://avis-vin.lefigaro.fr/domaines-et-vignerons/o153117-carole-bouquet-sangue-d-oro-le-projet-d-une-vie

- Denis Bocquet, Réflexions sur l'histoire de Pantelleria dans la longue durée, Presses de la Sorbonne, 2017

Notes: